# Tominanga
Tominanga is een geslacht van straalvinnige vissen uit de familie van regenboogvissen (Telmatherinidae).

## Soorten
- Tominanga aurea Kottelat, 1990
- Tominanga sanguicauda Kottelat, 1990